# Eurocode
Eurocodes (мн. рус. Еврокоды, ед.: Eurocode) — комплект гармонизированных стандартов (hEN) для расчета несущих конструкций строительных сооружений и защиты конструкций от воздействия огня.
Слово Eurocode является фирменным, которое с точки зрения словообразования представляет собой слоговую аббревиатуру, образованную из слов англ. European («европейский») и англ. code («кодекс»).
Еврокодексы не являются строительными кодексами. Еврокодексы — это региональные модельные (типовые) стандарты, разработанные коллективными усилиями национальных органов по стандартизации стран-членов Европейского Союза. Они не предназначены для прямого применения и должны быть адаптированы к местным условиям. Для этого в каждой стране, где они применяются, разрабатываются национальные приложения к Еврокодексам, в которых указываются параметры (числовые значения), специфические для данной страны, а также могут приводиться дополнительные разъяснения по неточностям, возникшим в связи с переводом стандарта с английского языка на национальный, особенности применения и прочая информация. После адаптации, каждый Еврокодекс приобретает статус стандарта добровольного применения (как правило, в ранге национального стандарта). При этом к обозначению стандарта добавляется префикс национального органа по стандартизации; например BS EN в Великобритании, DIN EN в Германии, AFNOR EN во Франции и т. д.
Как и другие гармонизированные европейские стандарты, Еврокодексы устанавливают единые для всех стран-членов Европейского Союза технические нормы — в данном случае, единый подход к проектированию несущих конструкций строительных объектов — способствуя снижению барьеров в торговле проектными услугами. Гармонизацией норм обеспечивается мобильность трудовых ресурсов в рамках Евросоюза, которая в случае Еврокодексов выражается в возможности проектировщиков эффективно и без дополнительных затрат оказывать свои профессиональные услуги в любой из стран Евросоюза.
На сегодняшний день комплект Еврокодексов включает десять стандартов, каждый из которых в свою очередь делится на части. Общее количество частей в настоящее время составляет 58. Некоторые из частей изданы в форме отдельных документов.
| Обозн.  | Фирм. наим. | Заглавие (англ.)                                  | Заглавие (рус.)                                       | Колич. частей |
| ------- | ----------- | ------------------------------------------------- | ----------------------------------------------------- | ------------- |
| EN 1990 | Eurocode 0  | Basis of structural design                        | Основы проектирования несущих конструкций             | 1             |
| EN 1991 | Eurocode 1  | Actions on structures                             | Воздействия на несущие конструкции                    | 10            |
| EN 1992 | Eurocode 2  | Design of concrete structures                     | Проектирование бетонных конструкций                   | 4             |
| EN 1993 | Eurocode 3  | Design of steel structures                        | Проектирование стальных конструкций                   | 20            |
| EN 1994 | Eurocode 4  | Design of composite steel and concrete structures | Проектирование композитных стале-бетонных конструкций | 3             |
| EN 1995 | Eurocode 5  | Design of timber structures                       | Проектирование деревянных конструкций                 | 3             |
| EN 1996 | Eurocode 6  | Design of masonry structures                      | Проектирование каменных конструкций                   | 4             |
| EN 1997 | Eurocode 7  | Geotechnical design                               | Геотехника                                            | 2             |
| EN 1998 | Eurocode 8  | Design of structures for earthquake resistance    | Проектирование сейсмоустойчивых конструкций           | 6             |
| EN 1999 | Eurocode 9  | Design of aluminium structures                    | Проектирование алюминиевых конструкций                | 5             |

## История
В 1975 году ЕК с целью устранить препятствия при обмене товарами и услугами на строительном рынке приняла решение о разработке региональных строительных стандартов, которые получили название Eurocode. Первые Eurocode увидели свет в 1980-е годы. В 1989 году по решению ЕК права на разработку данных стандартов были переданы Евростандарту. Для разработки Еврокодексов был создан технический комитет CEN/TC 250, секретариат которого функционирует на базе Британского института стандартов. Первоначально Еврокодексы издавались в качестве предварительных стандартов, а в 1997 году получили статус гармонизированных eвропейских стандартов (hEN).
Национальная адаптация Еврокодексов происходит медленно. По состоянию на январь 2010 года, в качестве национальных стандартов было адаптировано 83% всех частей, из которых состоит комплект Еврокодексов; национальные приложения разработаны только для 38% Еврокодексов; менее 18% национальных приложений переведены с национальных языков на английский.

## Признание за пределами Европейского Союза
На портале Евросоюза Europa указывается, что к применению Еврокодексов за пределами Европы «проявляется существенный интерес» странами, в которых используются национальные стандарты на базе европейских стандартов EN; которые хотели бы обновить свои национальные стандарты более свежими; и которые заинтересованы в торговле с Евросоюзом и странами-членами EFTA. Список заинтересованых стран однако на портале не приводится.
В следующих странах, не являющихся членами ЕС, официально одобрено применение Еврокодексов в качестве альтернативных стандартов:
- Беларусь
- Сингапур
- Казахстан
- Украина[8]
- Республика Узбекистан

В России в настоящее время обсуждается вопрос национальной адаптации Еврокодексов для применения в Российской Федерации в качестве альтернативы аналогичным отечественным стандартам.